# Bernhard Raimann
Bernhard Raimann (Steinbrunn, 23 settembre 1997) è un giocatore di football americano austriaco che milita nel ruolo di offensive tackle per gli Indianapolis Colts della National Football League (NFL).

## Carriera

### Indianapolis Colts
Raimann al college giocò a football alla Central Michigan University. Fu scelto nel corso del terzo giro (77º assoluto) assoluto nel Draft NFL 2022 dagli Indianapolis Colts. Debuttò come professionista subentrando nella gara del primo turno pareggiata contro gli Houston Texans. La sua stagione da rookie si chiuse con 16 presenze, 11 delle quali come titolare.
Il 28 luglio 2025 firmó un nuovo contratto quadriennale del valore di 100 milioni di dollari.